# Alchemilla stricta
Alchemilla stricta é uma espécie de rosácea do gênero Alchemilla, pertencente à família Rosaceae.